# Лагувек
Лагувек (пол. Łagówek) — село в Польщі, у гміні Лагув Свебодзінського повіту Любуського воєводства.
Населення — 332 особи (2011).
У 1975-1998 роках село належало до Зеленогурського воєводства.

## Демографія
Демографічна структура станом на 31 березня 2011 року:
|          | Загалом | Допрацездатний вік | Працездатний вік | Постпрацездатний вік |
| -------- | ------- | ------------------ | ---------------- | -------------------- |
| Чоловіки | 155     | 34                 | 105              | 16                   |
| Жінки    | 177     | 35                 | 104              | 38                   |
| Разом    | 332     | 69                 | 209              | 54                   |